# Стара Београдска аутобуска станица
Стара Београдска аутобуска станица (скраћено БАС) била је главна аутобуска станица у Србији. Састојала се од аутобуске гараже и два аутобуска терминала. Налазила се на Савском венцу, у Београдском округу. Београдска аутобуска станица отворена је 3. марта 1966. и припада групи великих предузећа, са статусом Акционарског друштва. БАС је имао 65 активних перона са које долазе аутобуси. Пријем и отпрема путника и аутобуса представљала је основну делатност Београдске аутобуске станице. Поред свих већих места у Србији, мрежом аутобуских линија, БАС је покривала све републике бивше Југославије и редовно одржавала аутобуску везу са 17 држава Европе, укључујићи: Немачку, Аустрију, Француску, Холандију, Белгију, Швајцарску, Бугарску, Грчку, Италију, Мађарску, Чешку, Данску, Шведску итд.
Сваког дана око 700 аутобуса БАС превозило је више од 10 хиљада путника. 
Дана 29. септембра 2024. године, педесет минута иза поноћи кренуо је последњи аутобус са ове станице, за Љубљану, након чега је она престала са радом. Нова станица отворена је на Новом Београду.